# Little Castle House
A Little Castle House II. kategóriás brit műemlék épület (British Listed Building) a walesi Monmouthban, az egykori vár területén. Az épületben működött a város legrégebbi egészségügyi intézménye, ezért korábban The Dispensary néven is említették (jelentése: a rendelő). Megépítésekor a cél a szegények orvosi tanácsadása volt valamint az oltások ösztönzése. Az intézményt elsősorban adományokból, koncertek és kiállítások belépőiből valamint a beszedett díjakból tartották fenn. Évente három orvost neveztek ki, miután tüzetesen átvizsgálták addig tevékenységüket, figyelembe véve pácienseik elhalálozási rátáját. A rendelő bevétele évente 200 font volt. Ugyancsak évente közel 160 font értékben adtak ki gyógyszereket a rászorulóknak. A rendelő 1868-ig működött az épületben, ekkor átköltözött új székhelyére a St James’ Square-re.

## Fordítás
- Ez a szócikk részben vagy egészben  a   Little Castle House, Monmouth című angol Wikipédia-szócikk ezen változatának fordításán alapul.  Az eredeti cikk szerkesztőit annak laptörténete sorolja fel. Ez a jelzés csupán a megfogalmazás eredetét és a szerzői jogokat jelzi, nem szolgál a cikkben szereplő információk forrásmegjelöléseként.